# Енбек (бывшее село, Павлодарская область)
Енбек (каз. Еңбек) — упразднённое село в Павлодарской области Казахстана. Находилось в подчинении городской администрации Аксу. Входило в состав сельского округа имени Мамаита Омарова. Код КАТО — 551647200. Упразднено в 2018 г.

## Население
В 1999 году население села составляло 190 человек (97 мужчин и 93 женщины). По данным переписи 2009 года, в селе проживало 135 человек (69 мужчин и 66 женщин).